# Ёдки
Ёдки (бел. Ёдкі, транслитерация — Jodki, также встречается под названием Ёткі) — агрогородок в Лидском районе Гродненской области Республики Беларусь. Является административным центром Третьяковского сельсовета.

## География
Располагается в 6 км к юго-востоку от города Лида. Рельеф равнинный.
Транспортные связи по местной дороге, далее по шоссе М-11.

### Гидрография
На севере протекает рек Лидея.

## История
В 1905 году в Лидской волости Лидского уезда Виленской губернии Российской империи.
В 2009 году деревня Ёдки преобразована в агрогородок.

## Демография
- 1999 год — 951 человек
- 2009 год — 977 человек[7]
- 2015 год — 1045 человек
- 2019 год — 1110 человек

| 1921 | 1940 | 1960 | 1971 | 1992 | 1999 | 2004 | 2009 | 2012  | 2015  |
| ---- | ---- | ---- | ---- | ---- | ---- | ---- | ---- | ----- | ----- |
| 201  | ↗279 | ↘239 | ↗305 | ↗749 | ↗951 | ↗970 | ↗977 | ↗1001 | ↗1045 |

Динамика населения

## Инфраструктура
На территории агрогородка расположены: Дом культуры, средняя школа, детский сад, ФАП, АЗС, развлекательный комплекс, придорожный мотель, комплексный приёмный пункт, баня, отделение почтовой связи, магазины, агроусадьба.

## Экономика
- КСУП «Ёдки-Агро»
- Предприятие по выпуску мягкой мебели «БелВисконти»

## Культура
- Историко-краеведческий музей "Истоки" ГУО "Ёдковская средняя школа"
- Музейная комната «Куток даўніны» в Доме культуры
- Праздник «Кошыкі плесці – не байкі весці» – собирает в Ёдки мастеров и ремесленников со всей Лидчины

## Достопримечательность
- Церковь святителя и исповедника Луки, архиепископа Крымского[8].
- Творческая мастерская скульптора Ивана Микулко на улице Придорожной. Его скульптуры украшают Беловежскую пущу, резиденцию Деда Мороза, здания многих лесхозов и охотничьих комплексов Гродненщины, сказочную тропу парка «Горни» – ботанического памятника природы и т.д.

## Галерея

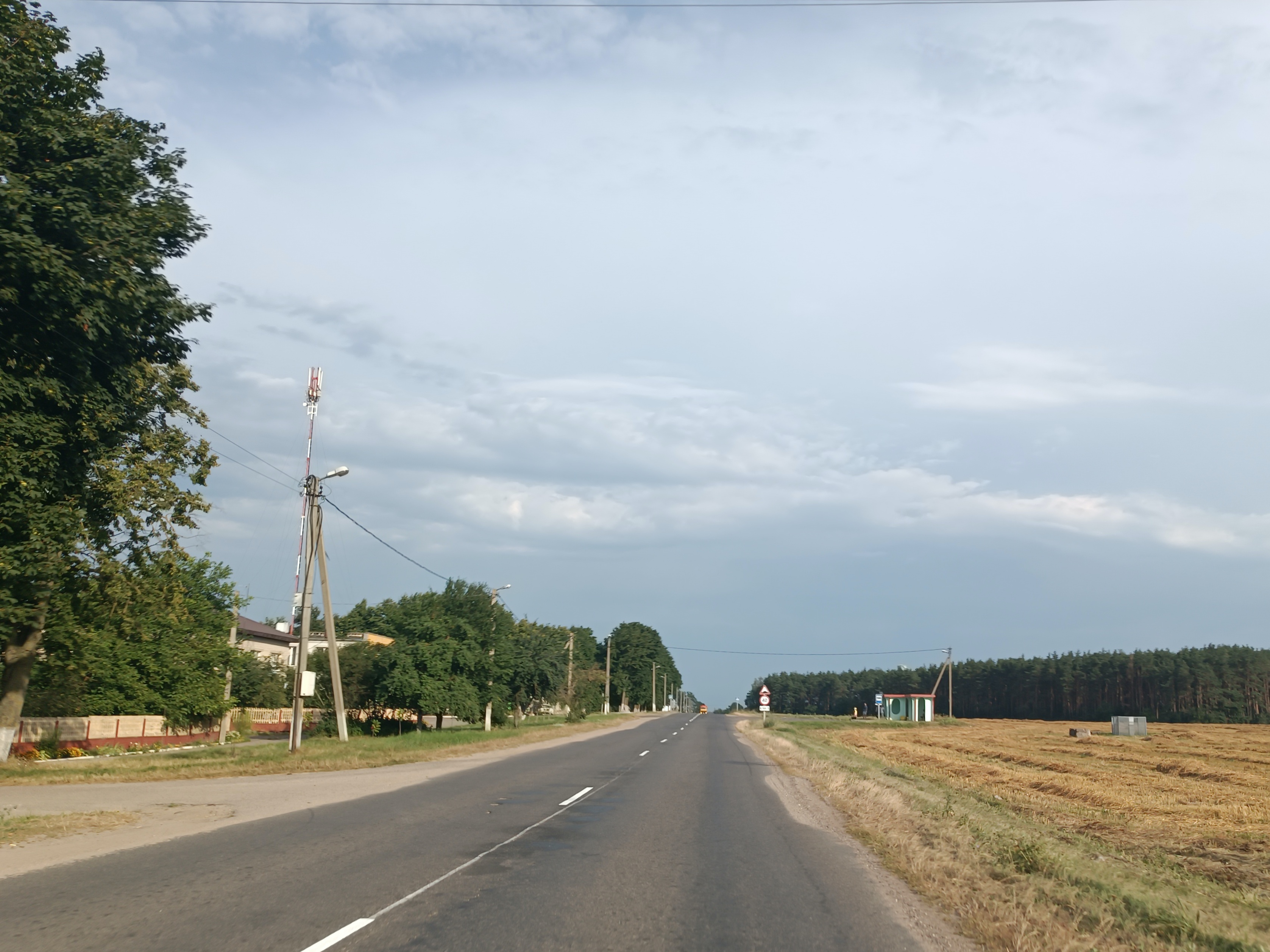
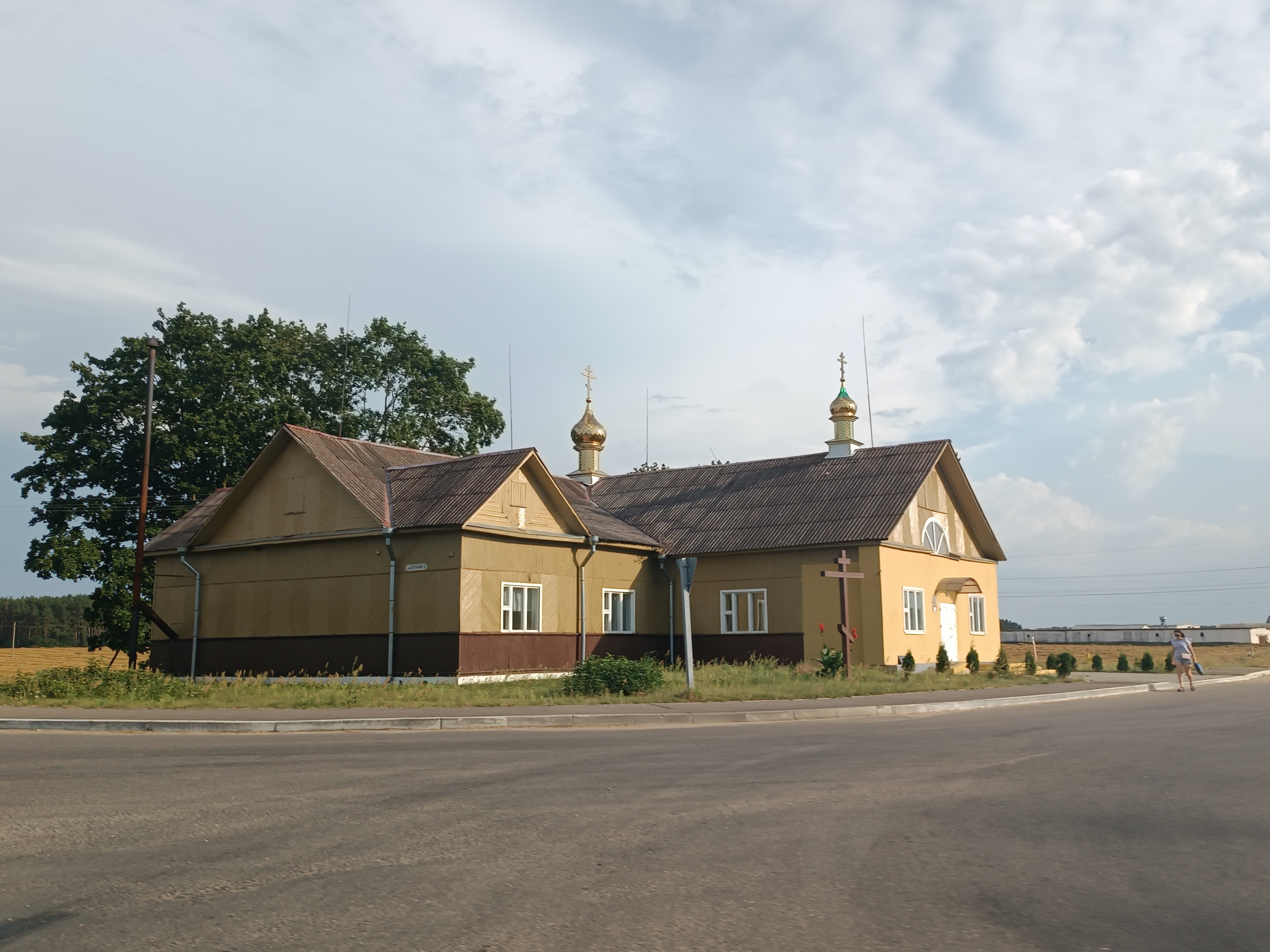
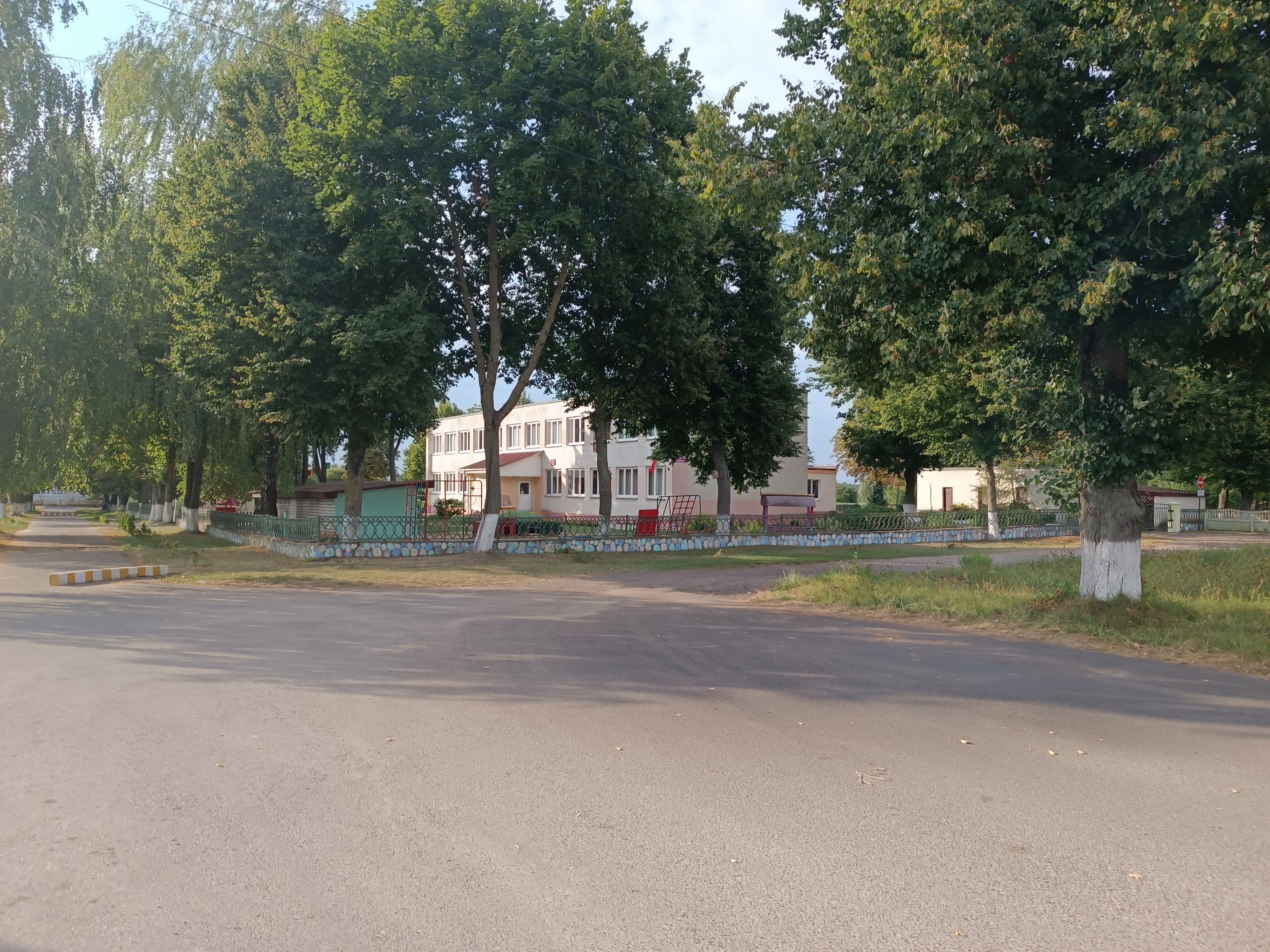
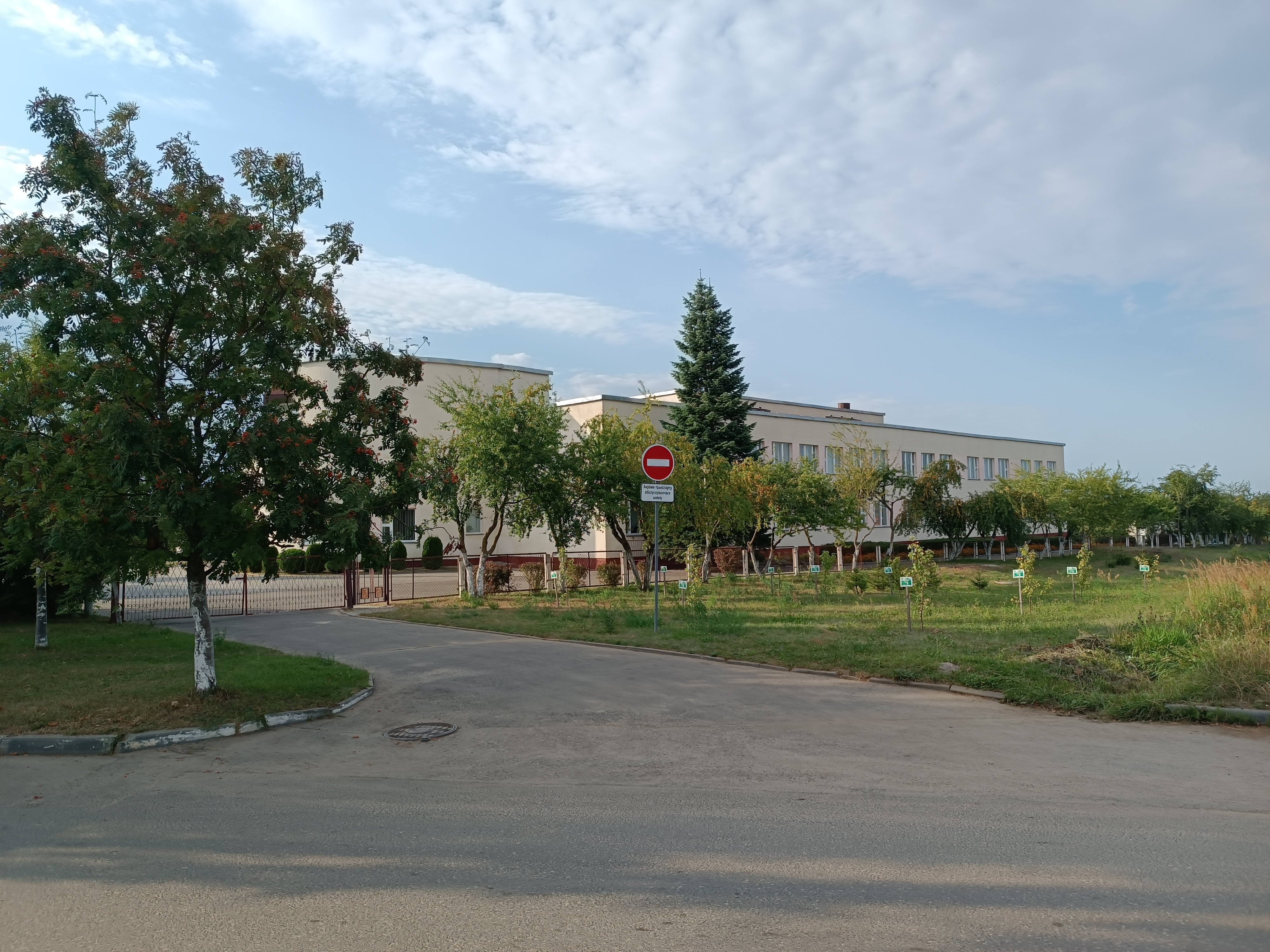
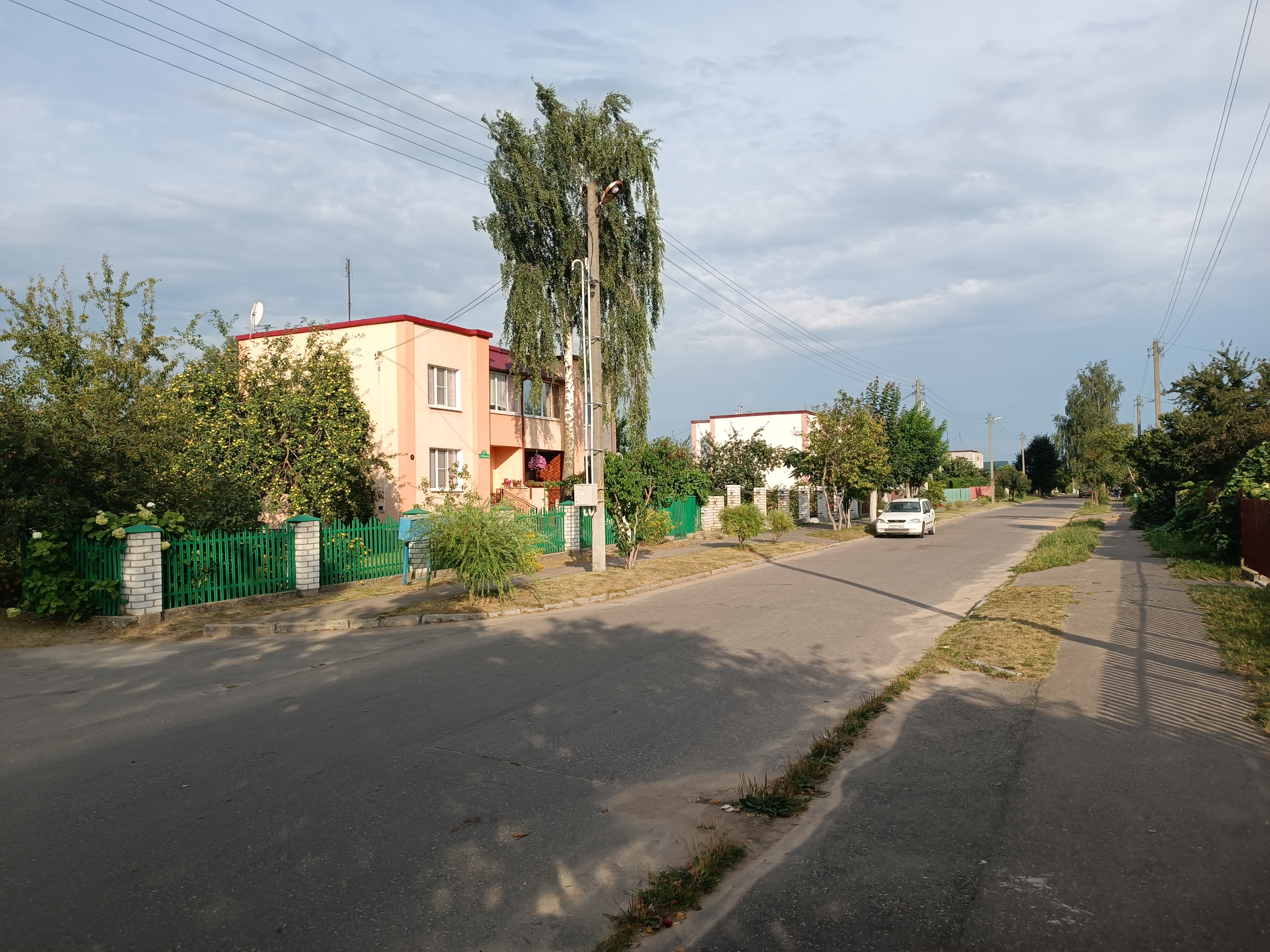
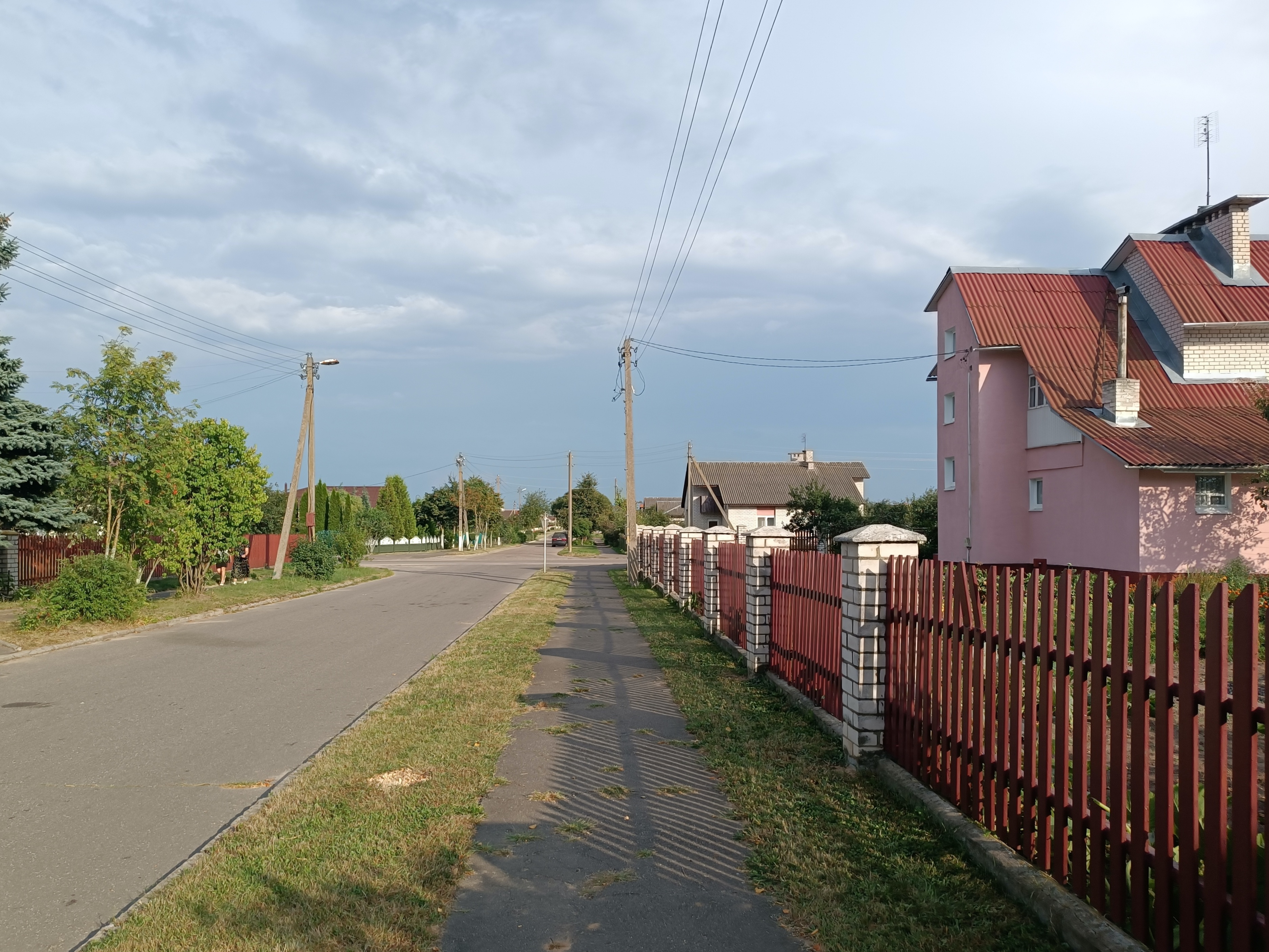
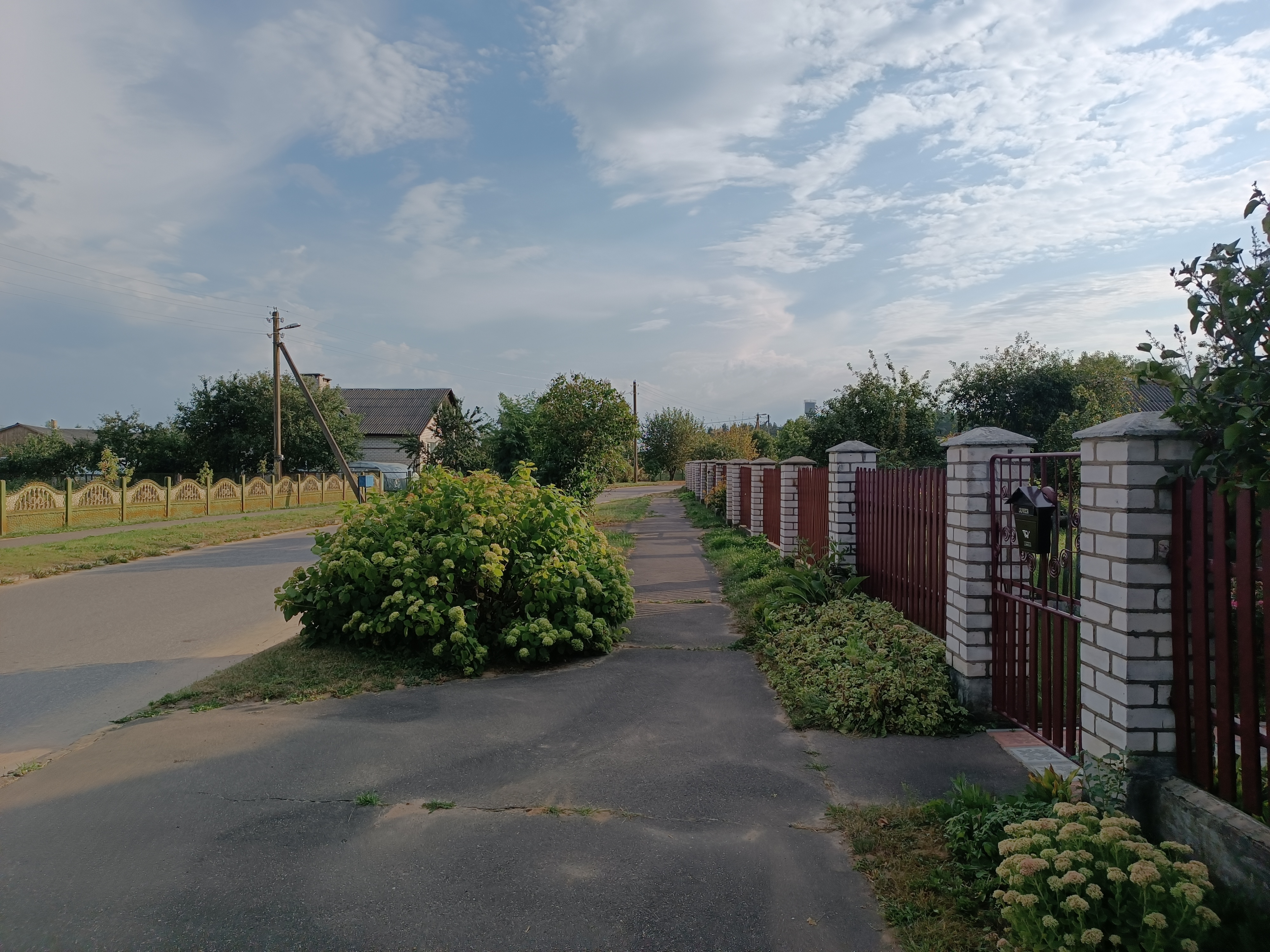
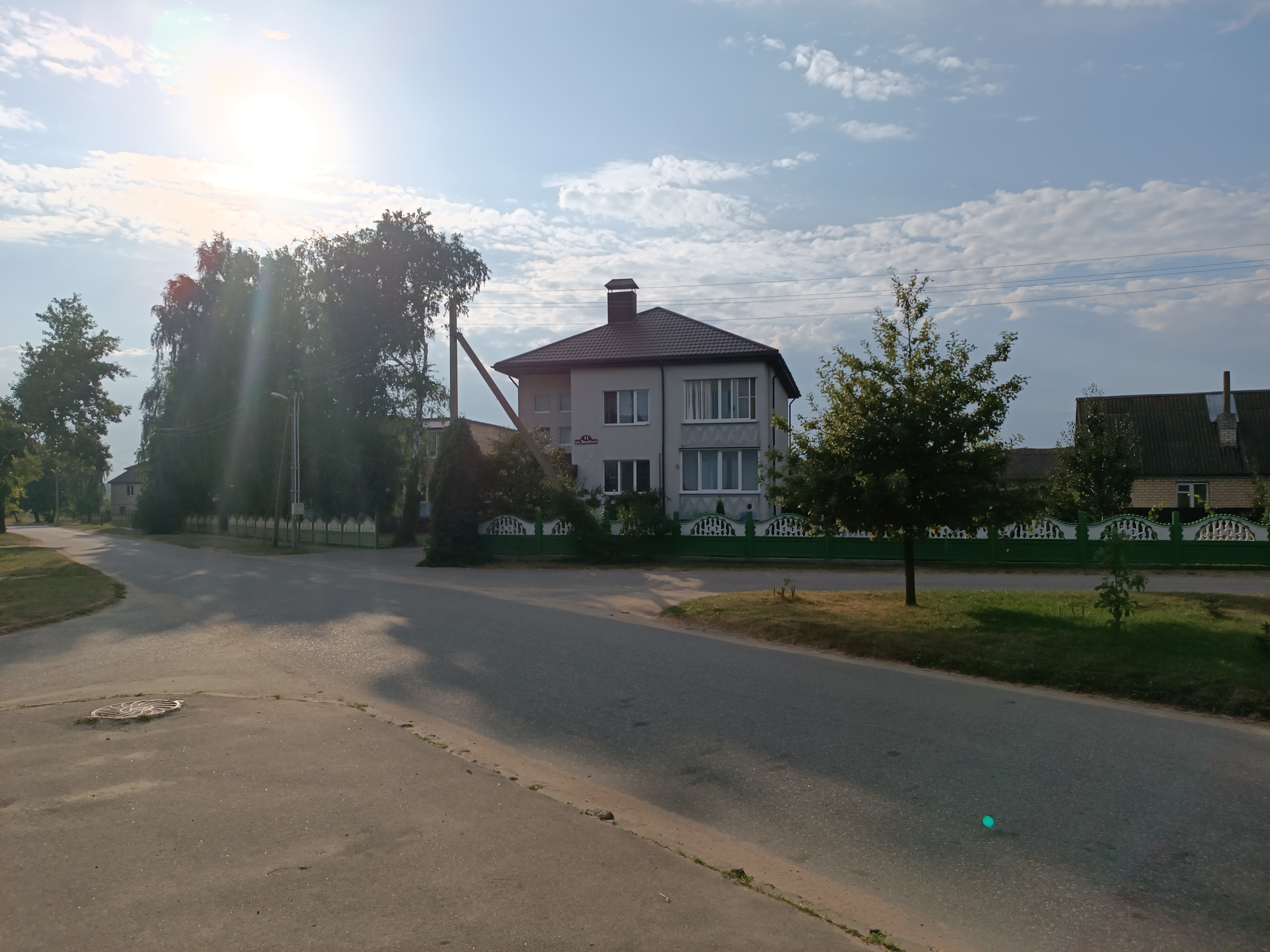